# Kharaelakhit
Kharaelakhit ist ein sehr seltenes Mineral aus der Mineralklasse der „Sulfide und Sulfosalze“. Es kristallisiert im orthorhombischen Kristallsystem mit der chemischen Zusammensetzung (Cu,Pt,Pb,Fe,Ni)9S8. Die in den runden Klammern angegebenen Elemente Kupfer, Platin, Blei, Eisen und Nickel können sich in der Formel jeweils gegenseitig vertreten (Substitution, Diadochie), stehen jedoch insgesamt immer im selben Mengenverhältnis von 9 : 8 zum Schwefel.
Kharaelakhit bildet längliche Kristalle von bis zu 120 μm Größe von grauer Farbe. Genauso sind dünne Fahnen auf Braggit bekannt.

## Etymologie und Geschichte
Kharaelakhit wurde 1985 von A. D. Genkin et al. auf der Taimyrhalbinsel im Norden Russlands gefunden. Das Mineral ist nach seiner Typlokalität, dem Kharaelakh-Plateau benannt. 
Typmaterial des Minerals wird im Fersman-Museum (Katalog-Nr. 84282) und im mineralogischen Labor des geologischen Instituts für Erzlagerstätten, Petrographie, Mineralogie und Geologie in Moskau aufbewahrt.

## Klassifikation
In der veralteten 8. Auflage der Mineralsystematik nach Strunz war der Kharaelakhit noch nicht aufgeführt.
In der zuletzt 2018 überarbeiteten Lapis-Systematik nach Stefan Weiß, die formal auf der alten Systematik von Karl Hugo Strunz in der 8. Auflage basiert, erhielt das Mineral die System- und Mineralnummer II/B.17-030. Dies entspricht der Klasse der „Sulfide und Sulfosalze“ und dort der Abteilung „Sulfide, Selenide und Telluride mit dem Stoffmengenverhältnis Metall : S,Se,Te > 1 : 1“, wo Kharaelakhit zusammen mit Godlevskit, Horomanit, Mackinawit, Samaniit und Sugakiit eine unbenannte Gruppe mit der Systemnummer II/B.17 bildet.
Die von der International Mineralogical Association (IMA) zuletzt 2009 aktualisierte 9. Auflage der Strunz’schen Mineralsystematik ordnet den Kharaelakhit in die Klasse der „Sulfide und Sulfosalze (Sulfide, Selenide, Telluride, Arsenide, Antimonide, Bismutide, Sulfarsenide, Sulfantimonide, Sulfbismutide)“ und dort in die Abteilung „Metallsulfide, M : S > 1 : 1 (hauptsächlich 2 : 1)“ ein. Hier ist das Mineral in der Unterabteilung „mit Rhodium (Rh), Palladium (Pd), Platin (Pt) usw.“ zu finden, wo es als einziges Mitglied eine unbenannte Gruppe mit der Systemnummer 2.BC.70 bildet.
In der vorwiegend im englischen Sprachraum gebräuchlichen Systematik der Minerale nach Dana hat Kharaelakhit die System- und Mineralnummer 02.07.05.01. Das entspricht der Klasse der „Sulfide und Sulfosalze“ und dort der Abteilung „Sulfidminerale“. Hier findet er sich innerhalb der Unterabteilung „Sulfide – einschließlich Seleniden und Telluriden – mit der Zusammensetzung AmBnXp, mit (m+n):p=9:8“ als einziges Mitglied in einer unbenannten Gruppe mit der Systemnummer 02.07.05.

## Kristallstruktur
Kharaelakhit kristallisiert im orthorhombischen Kristallsystem mit der Raumgruppe Pmmm (Raumgruppen-Nr. 47), Pmm2 (Nr. 25) oder P222 (Nr. 16), den  Gitterparametern a = 9,71 Å, b = 8,33 Å und c = 14,50 Å, sowie vier Formeleinheiten pro Elementarzelle.

## Bildung und Fundorte
Kharaelakhit bildet sich unter hydrothermalen Bedingungen aus Chalkopyrit. Es ist mit diesem sowie Braggit, Bornit und Millerit vergesellschaftet. Außer in seiner Typlokalität und einem weiteren Fund in der Nähe sind keine weiteren Vorkommen bekannt.